# Миховил Накич
Миховил Накич (31 липня 1955) — югославський баскетболіст.
Олімпійський чемпіон 1980 року, бронзовий призер 1984 року.
Срібний призер літньої Універсіади 1979 року.
Бронзовий призер Чемпіонату Європи 1979 року.
Переможець Юнацького чемпіонату Європи (U-18) 1974 року.